# Google Fuchsia
Fuchsia — операционная система с открытым исходным кодом, разработанная Google. В отличие от операционных систем компании на базе Linux, таких как Chrome OS и Android, Fuchsia основана на ядре под названием Zircon. После многих лет разработки официальный запуск продукта состоялся для Google Nest Hub первого поколения, заменив исходную Cast OS на базе Linux.
Впервые была обнаружена на GitHub в августе 2016 года без каких-либо официальных объявлений со стороны Google. В отличие от других операционных систем этой компании, таких как Chrome OS и Android основанных на ядре Linux, Fuchsia базируется на новом микроядре под названием «Zircon», производном от «Little Kernel», и является небольшой ОС, предназначенной для встраиваемых систем, разработанная Трэвисом Гейсельбрехтом, создателем ядра NewOS. После проверки средства массовой информации отметили, что код в GitHub предполагает возможность работы Fuchsia на универсальных устройствах, от встроенных систем до смартфонов, планшетов и персональных компьютеров. В мае 2017 года Fuchsia была обновлена и был добавлен пользовательский интерфейс, что вызвало спекуляции в СМИ о намерениях Google в отношении этой операционной системы, включая возможность замены Android.
Распространяется как свободное и открытое программное обеспечение, с лицензиями, включая BSD 3, MIT и Apache 2.0.

## История
В августе 2016 года средства массовой информации сообщили о новом репозитории, опубликованном в GitHub, в котором стало известно о том, что Google разрабатывает новую операционную систему под названием Fuchsia.  Несмотря на то, что официальное объявление не было сделано, проверка кода показала возможность работать на универсальных устройствах, в том числе «интеллектуальных информационных систем для автомобилей», встроенных устройствах, таких как светофоры и умные часы, вплоть до смартфонов, планшетов и ПК. Код отличается от Android и Chrome OS тем, что он основан на ядре Zircon (ранее «Magenta»), а не на ядре Linux.
В мае 2017 года в Ars Technica сообщили о новом пользовательском интерфейсе Fuchsia, об обновлении с интерфейса командной строки на графический пользовательский интерфейс - «Armadillo», слухи о котором были ещё с августа, а также о разработчике, написавшем, что Fuchsia «не игрушка, это не 20%-ный проект, это не свалка мёртвых вещей, о которой мы больше не заботимся». Несколько блогов написали о том, что Fuchsia может попытаться заменить Android, таким образом устранив проблемы этой платформы.
В ноябре 2017 года была начата первоначальная поддержка языка программирования Swift.
В январе 2018 года Google выложила код системы в сеть. В апреле 2018 года сторонними разработчиками было выложено веб-демо, симулирующее интерфейс Fuchsia OS.
В мае 2021 года сотрудники Google подтвердили, что впервые внедрили Fuchsia на потребительском рынке в рамках обновления программного обеспечения для Google Nest Hub первого поколения, которое заменяет существующее программное обеспечение на базе Chromecast. Обновление, по заявлению компании, не содержит изменений в программном обеспечении или пользовательском интерфейсе устройства, ориентированных на пользователя. 

## Особенности
Пользовательский интерфейс и приложения Fuchsia написаны с помощью комплекта для разработки мобильных приложений Flutter, использующего язык Dart. Flutter также предлагает движок рендеринга на основе Vulkan под названием «Escher» с особой поддержкой «объёмных мягких теней», который Ars Technica описал как «специально созданный для работы с теневыми текстурами Material Design».
Благодаря комплекту разработки программного обеспечения Flutter, предлагающему кросс-платформенные возможности, пользователи могут устанавливать части Fuchsia на устройствах Android. Блог Ars Technica отметил, что, хотя пользователи могут тестировать Fuchsia, ничего «не работает», добавив, что «это всё связка интерфейсов-заполнителей, которые ничего не делают», хотя и обнаруживают значительное сходство между интерфейсом Fuchsia и Android, включая экран последних приложений, меню «Настройки» и разделённое изображение для одновременного просмотра нескольких приложений.
Во втором обзоре, вышедшем в январе 2018 года в Ars Technica, автор был впечатлён прогрессом, отметив полную работоспособность приложений, и был особенно доволен поддержкой аппаратного обеспечения. Среди положительных возможностей он отметил поддержку нескольких указателей мыши.

## Архитектура
| SysUI ("Armadillo"; по умолчанию System UI) |

| Flutter |

| Media ("Motown") |

| Scenic (scene manager) |

| View Manager |

| Input Manager |

| Root Presenter |

| Scenic (scene manager) |

| View Manager |

| Input Manager |

| Root Presenter |

| Scenic (scene manager) |

| View Manager |

| Input Manager |

| Root Presenter |

| Scenic (scene manager) |

| View Manager |

| Input Manager |

| Root Presenter |

| Системный драйвер |

| Драйвер приложений |

| Системный драйвер |

| Драйвер приложений |

| Системный драйвер |

| Драйвер приложений |

| Системный драйвер |

| Драйвер приложений |

| Ядро |

| Оболочка |

| Средства интерфейса командной строки |

| Гипервизор |

| Ядро |

| Оболочка |

| Средства интерфейса командной строки |

| Гипервизор |

| Ядро |

| Оболочка |

| Средства интерфейса командной строки |

| Гипервизор |

| Ядро |

| Оболочка |

| Средства интерфейса командной строки |

| Гипервизор |

| SysUI ("Armadillo"; по умолчанию System UI) |

| Flutter |

| Media ("Motown") |

| Scenic (scene manager) |

| View Manager |

| Input Manager |

| Root Presenter |

| Scenic (scene manager) |

| View Manager |

| Input Manager |

| Root Presenter |

| Scenic (scene manager) |

| View Manager |

| Input Manager |

| Root Presenter |

| Scenic (scene manager) |

| View Manager |

| Input Manager |

| Root Presenter |

| Системный драйвер |

| Драйвер приложений |

| Системный драйвер |

| Драйвер приложений |

| Системный драйвер |

| Драйвер приложений |

| Системный драйвер |

| Драйвер приложений |

| Ядро |

| Оболочка |

| Средства интерфейса командной строки |

| Гипервизор |

| Ядро |

| Оболочка |

| Средства интерфейса командной строки |

| Гипервизор |

| Ядро |

| Оболочка |

| Средства интерфейса командной строки |

| Гипервизор |

| Ядро |

| Оболочка |

| Средства интерфейса командной строки |

| Гипервизор |

| Аппаратное обеспечение (x86_64, arm64) |
| -------------------------------------- |